# Lovinobaňa
Lovinobaňa (bis 1927 slowakisch „Lovinobáňa“; ungarisch Lónyabánya) ist eine Gemeinde in der Mittelslowakei etwa 15 km nördlich von Lučenec und 40 km südöstlich von Zvolen. Sie liegt zwischen den Gebirgen Stolické vrchy und Ostrôžky im Tal des Baches Kriváň.

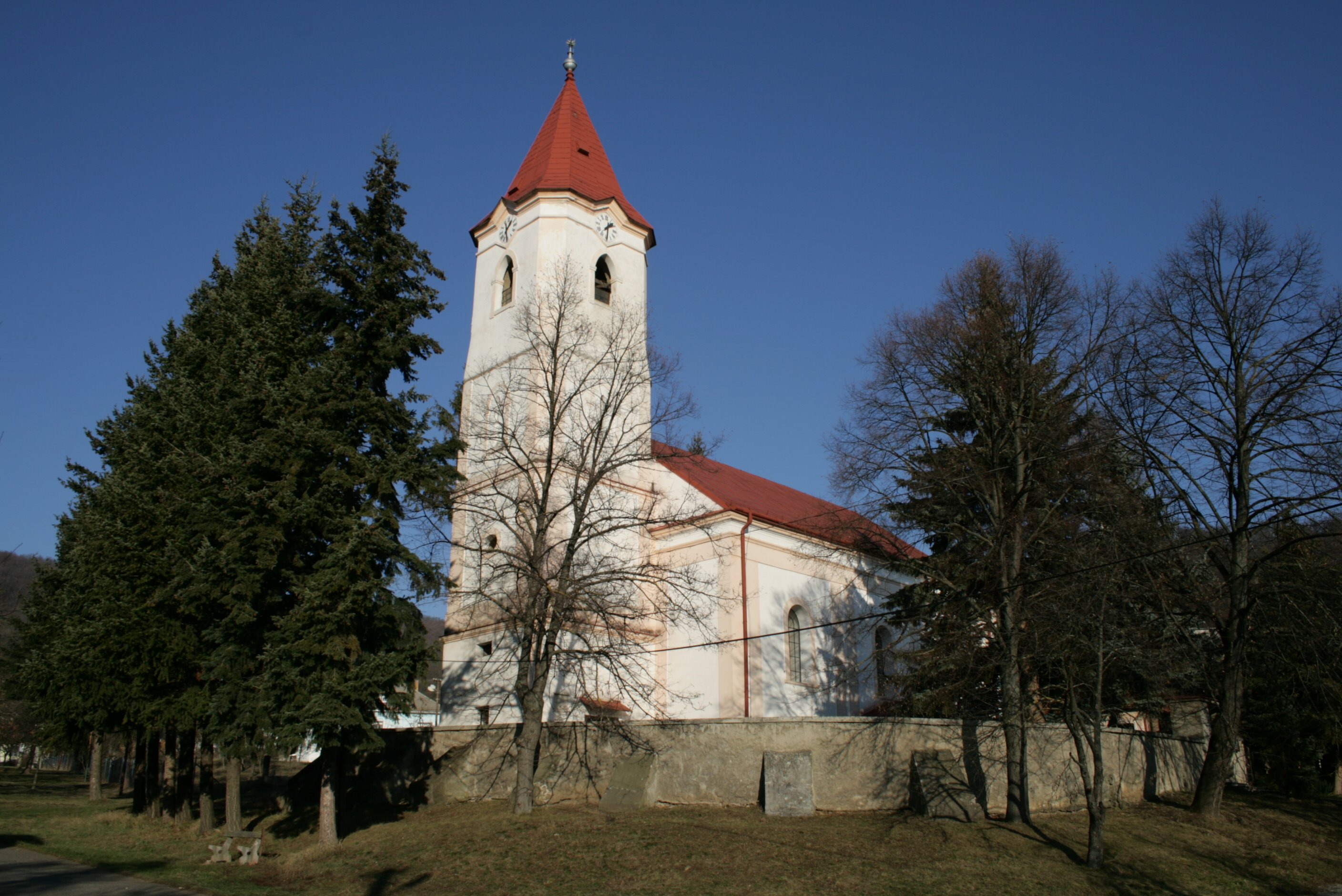
Kirche in Lovinobaňa

Der Ort wurde 1336 zum ersten Mal schriftlich erwähnt. Im Mittelalter wurden im Ort und seiner Umgebung Eisenerze abgebaut, bis zum Ende des 17. Jahrhunderts arbeiteten noch 2 Hammerwerke.
Nach dem Ersten Weltkrieg stieg der Ort zu einem Zentrum der Magnesitgewinnung auf. Der Abbau wurde 1924 begonnen, 1932 vorübergehend eingestellt und im Rahmen der Kriegswirtschaft wieder aufgenommen und ausgebaut.
Zwischen 1938 und 1945 – während der Zugehörigkeit der bisherigen Bezirksstadt Lučenec zu Ungarn infolge des Ersten Wiener Schiedsspruches war Lovinobaňa der Sitz eines Bezirkes.
1990 wurde das südlich gelegene Dorf Uderiná eingemeindet und bildet seither einen offiziellen Gemeindeteil.
Sehenswert ist die evangelische Kirche von 1863 im spätklassizistischen Stil; diese wurde anstelle einer gotischen Kirche errichtet.

## Bevölkerung
| Jahr                | 1994 | 2004    | 2014    | 2024    |
| ------------------- | ---- | ------- | ------- | ------- |
| Anzahl der Personen | 2038 | 2101    | 2104    | 1900    |
| Unterschied         |      | +3,09 % | +0,14 % | −9,69 % |

| Jahr                | 2023 | 2024    |
| ------------------- | ---- | ------- |
| Anzahl der Personen | 1907 | 1900    |
| Unterschied         |      | −0,36 % |